# Марко Танасковић
Марко Танасковић (Ваљево, 6. децембар 1986) српски је предузетник и универзитетски професор. Декан је Техничког факултета Универзитета Сингидунум и извршни директор предузећа .

## Биографија
Рођен је 6. децембра 1986. године у Ваљеву, где је завршио основну школу и Ваљевску гимназију. Године 2008. дипломирао је на Електротехничком факултету Универзитета у Београду, док је мастер и докторске студије завршио на ЕТХ Цирих.
Од 2016. до 2020. био је асистент на Универзитету Сингидунум, док од фебруара 2020. ради као ванредни професор и декан Техничког факултета Универзитета Сингидунум. У јануару 2019. именован је за извршног директора предузећа Zanus Technology. Поред матерњег српског, служи се и енглеским и немачким језиком.